# Stuber (film)
 est un film américain réalisé par Michael Dowse, sorti en  juillet 2019.

## Synopsis
Stu (Kumail Nanjiani), un chauffeur de l'entreprise Uber, est engagé pendant une nuit entière par Vic (David Bautista), un inspecteur de police.

## Fiche technique
- Titre original : Stuber
- Réalisation : Michael Dowse
- Scénario : Tripper Clancy
- Direction artistique : Andi Crumbley
- Décors : Naaman Marshall
- Costumes : Leigh Leverett
- Photographie : Bobby Shore
- Montage : Jonathan Schwartz
- Musique : Joseph Trapanese
- Production : John Francis Daley et Jonathan Goldstein

Producteurs délégués : Jeremiah Samuels, Nicholas Thomas et Jake Wagner
- Sociétés de production : 20th Century Fox et GoldDay Productions
- Sociétés de distribution : Walt Disney Studios Distribution
- Budget : 16 millions $[1]
- Pays d'origine :  États-Unis
- Langue originale : anglais
- Format : couleur
- Genre : comédie policière, action
- Durée : 83 minutes
- Dates de sortie [2] :
  -  États-Unis :
    - 13 mars 2019 (avant-première au South by Southwest Film Festival)
    - 12 juillet 2019

## Distribution
- Kumail Nanjiani (VF : Charles Pestel ; VQ : Philippe Martin) :Stu 'Stuber' Stli
- David Bautista (VF : Serge Biavan ; VQ : Patrick Chouinard): Victor 'Vic' Manning, policier
- Iko Uwais (VQ : Alexandre L'Heureux) : Teijo
- Betty Gilpin (VF : Sybille Tureau ; VQ : Catherine Proulx-Lemay) : Becca
- Natalie Morales (VF : Diane Kristanek ; VQ : Laurence Dauphinais) : Nicole
- Mira Sorvino (VF : Marie Vincent ; VQ : Hélène Mondoux) : Angie McHenry
- Steve Howey : Felix
- Amin Joseph : Leon
- Jimmy Tatro (VQ : Pierre-Yves Cardinal) : Richie Sandusky
- Karen Gillan (VF : Laëtitia Lefebvre) : Morris
- Scott Lawrence : Dr. Branch
- Rene Moran (VF : Fabrice Trojani ; VQ : Alexis Lefebvre) : Amo Cortez

 Source et légende : version française (VF) sur RS Doublage

## Production
En avril 2016, la 20th Century Fox acquiert le script Stuber de Tripper Clancy et signe un accord avec les producteurs Jonathan Goldstein et John Francis Daley. En décembre 2017, David Bautista est officialisé dans le rôle du policier qui a recours à un chauffeur Uber, alors que Michael Dowse est annoncé comme réalisateur. En mars 2018, l'acteur américano-pakistanais Kumail Nanjiani signe ensuite pour tenir l'autre rôle principal. En avril 2018, l'acteur indonésien Iko Uwais, révélé par The Raid, rejoint la distribution. En mai 2018, Betty Gilpin, Natalie Morales, Mira Sorvino, Steve Howey et Amin Joseph complètent la distribution,,.
Le tournage débute le 3 mai 2018 à Atlanta et s'achève début juillet 2018,.
Dave Bautista et Karen Gillan se retrouvent de nouveau après 4 films du MCU : Les Gardiens de la Galaxie, Les Gardiens de la Galaxie Vol. 2, Avengers: Infinity War et Avengers: Endgame.